# 加古川大堰
加古川大堰（かこがわおおぜき）は、兵庫県加古川市にある堰。

## 概要
国土交通省近畿地方整備局が管理する高さ6メートルの可動堰。一級河川・加古川の本流河口より12.0キロメートル上流地点に建設された。加古川本流唯一の河川管理施設である。
加古川の治水と慣行水利権分の用水補給を行う不特定利水供給、および加古川下流域の都市に対する上水道供給を目的とする。
堰ではあるが、特定多目的ダム法に基づいて特定多目的ダムとして建設されたため、法律上はダムとして扱われる。

## その他
- 加古川大堰によって流下する栄養塩が減少しており、河口域で行われる海苔養殖に色落ちなどの打撃を与えている。このため、2008年には下流への緊急放水も行われている[3]。

- 堰を遡上する魚のために魚道が設けられている[2]。

- 加古川大堰の水面を利用してボートコースが設定されており、年間を通じてのボート競技大会が開催されている[2]。なお、兵庫県内で国体レベル（1000mコース）の公式大会を開催できるのは、加古川大堰を除いては豊岡市の円山川城崎漕艇場だけである。

## 脚註
1. ↑  財団法人日本ダム協会『ダム便覧』加古川大堰
2. 1 2 3  加古川大堰の概要 (PDF)  国土交通省近畿地方整備局姫路河川国道事務所
3. ↑  中央環境審議会水環境部会総量削減専門委員会（第4回）議事録 環境省水・大気環境局

## リンク
- 加古川大堰 - 兵庫県